# Руски балет
Руски балет је плес који је потиче са француског двора. Касније се развио у Русији као посебна врста концертне игре. Због своје техничке сложености и естетске вредности, балет се сматра најпрестижнијим обликом плеса који је прихваћен широм света. Први наступ одиржан је на двору цара Алексеја Михајловича (рус. Алексея Михайлович) на Преображење, 17. фебруара 1672. године.
Балетске представе су кореографске игре које укључују и мимику уз музику.
Реч „балет“ је изведена је од латинске речи „ballare“, што значи плес.

## Историјат
Балет је облик извођења плеса који потиче из времена ренесансе у 15. веку. Од тада, постао је широко распрострањен као облик плеса са „сопственим речником“.
Дефинише основне технике које се користе у многим другим жанровима игре.
Од настанка па до данашњих дана било је много стилских варијација и еволуација.
Ране варијације углавном су биле везане за географско порекло. Варијације укључују савремени и неокласични балет.
Најпознатији балетски стил настао је касније као Романтични балет. Представља стил који се фокусира на женским играчима (балеринама) и наглашава технику тачке, тачности и прецизности акробатских покрета.
Балет се састоји од кореографије коју играју школовани уметници. Изводи се уз пратњу класичне музике. Модерни балети могу укључивати мимику и глуму. Изводи се у позориштима и концертним дворанама.

## Развој балета
Прва руска школа балета отворена је 1732. године у Зимској палати у Петрограду, данашњем Санкт Петербургу.
француски балет мајстор, Жан Баптист (фр. Jean-Baptiste Landé), био је оснивач прве руске балетске школе - „Плесну школу Империал“, намењене руским младим плесачима.
Први студенти били су дванаест дечака и дванаест девојчица. Циљ школе био је формирање прве професионалне плесне групе у Русији. Школа је постала позната као „Царска балетска школа“ која је била директна претеча данашњег „Мариинског балета“.
Затворена је после Револуције, али је касније поново обновљена и данас је позната под славним именом "Маријинско балет".
Из ове школе настали су неки од највећих балетана касног 18. и 19. века.

### Балет у 18. веку
Када се 1738. царска престоница преселила из Москве у Санкт Петербург, на предлог Жан Батиста, ћерка Петра Великог, Јелисавета, указом је основала балетску школу у Санкт Петербургу. Школа је представљала базу будуће балетне школе 1738. године. Школа постоји и данас под именом Багнелова Академија.
Током владавине Катарина II, балет у Русији је стекао велику популарност и наставио даљи развој. Поводом њеног крунисања у Москви, наступ је одржан у луксузној палати где су присуствовали племићи.
Жене су носиле ружичасте трикое, шпиц балетанке и кратке тутуе без обзира на епоху или место радње.

### Балет у 19. веку
У време владавине Александра I, руски балет је наставио свој развој. За његов развој у овом периоду заслужан је познати француски кореограф Карл Дидло (фр. Charles-Frédéric-Louis Didelot), који је у Русију дошао 1801. године.
Под његовим вођством, у руском балету издвојили су се познати плесачи попут Мариа Данилова (рус. Мари́я Ива́новна Дани́лова), Истомин Евдокија (рус. Авдо́тья (Евдоки́я) Ильи́нична Исто́мина), Анастасиа Лихутина (рус. Анастаси́я Андре́евна Лиху́тина), Николас Голтз (рус. Николай Осипович Гольц), Екатерина Телесхов (рус. Екатери́на Алекса́ндровна Телешева) и Вера Зубова (рус. Ве́ра Андре́евна Зу́бова) .
У време владавине Николаја I, руски балет и наставио је да напредује и одржао доминантни положај у односу на друге врсте уметности. Балет привлачи сву пажњу позоришне управе.
Цар је волео балет и скоро никад није пропуштао балетске игре. Због сукоба са директором позоришта, 1831. године, принц Гагарин (рус. Сергей Сергеевич Гагарин) напустио је сцену у Санкт Петербургу. Његов одлазак је снажно се одразио на положај балета у Русији.
На сцени у Санкт Петербургу појавила се нова талентована Европска балерина, Марија Таглиони (итал. Maria Taglioni). Дебитовала је 6. септембра 1837. године у балету „Силфида“ у коме је изазвала одушевљење јавности. Настула је више од 200 пута. Петроград, садашњи Санкт Петербург напустила је 1841. године.
У Санкт Петербург 1848. године, на сцену долази Фани Елслер, позната по својој милости и мимици.
После своје посете Санкт Петербургу на сцену ступа, Карлота Гриси (итал. Carlotta Grisi), италијанкса балерина. Свој највећи успех постигла је 1851. године у „Жизели“ и био велики успех, показујући себе као првокласну плесачицу и глумицу.
У време владавине Александра II долази до ширења домаћих талента у руском балету. Један број талентованих руских играча и играчица красио балетску сцену. Успеху су значајно допринели одличним сценографи и сликари као што су Михаила Бочарова (рус. Михаил Ильич Бочаров), Матвеј Шишков (рус. Матвей Андреевич Шишков) и Антони Вагнер (рус. Антония Вагнер) .

### Балет у 20. веку
Почетком 20. века чувари традиције академских уметника били су: Олга Преображенска (рус. О́льга Ио́сифовна Преображе́нская), Матилда Кшесинска (рус. Мати́льда Фе́ликсовна Кшеси́нская), Вера Седова (рус. Юлия Николаевна Седова), Агрипина Ваганова(рус. Агриппи́на Я́ковлевна Вага́нова), Марија Кожухова (рус. Мари́я Алексе́евна Кожухо́ва) и Олга Спесицвета (рус. О́льга Алекса́ндровна Спеси́вцева) .
У потрази за новим облицима, радови Михаил Фокин (рус. Михаи́л Миха́йлович Фо́кин) засновани су на тежњи ка савременој уметности. Омиљени облик позоришног кореографа представљао је акт балерине са јасно израженом стилском бојом.
Први чин балета „Дон Кихот“, музике Лудвига Минкуса, доводи до савремене верзији Алекандра Горског (рус. Алекса́ндр Алексе́евич Го́рский), 1900. године.

## Бољшој балет
Бољшој балет је међународно признати класичан балет компаније, са седиштем у Бољшој театру у Москви, Русија. Основана 1776. године, и била е међу најстаријим на свету балетским школама. Међународно признање добио је почетком 20. века, када је Москва постала главни град Русије.
Рана историја „Бољшој балета“ била је веома скромна. Упркос томе што су у њему наступале многе познате балерине, борио се са репутацијом царског руског балета, данашња „Мариински балет“ у Санкт Петербургу. Од именовања Александра Горског, као балет мајстор, 1900. године, школа је почела да развија свој јединствени идентитет.
Бољшој театар био је затворен у периоду од 2005. до 2011. година, када је извршена детаљна реконструкција. Згради је враћен изглед који је имала од пре совјетских интервенција. Вовраћена је акустика сале и дуплиран је расположив простор подземном доградњом.

## Марински балет
Марински балет је одлика класичаног балета. Основан је 18. веку и првобитно био познат као Империал руског балета.
Основан је од стране једне од водећих светских балетских компанија у Мариинском позоришта у Санкт Петербургу у Русији.
На међународном плану, „Марински балет“ наставља да буде познат по свом бившем Совјетском имену Киров балета.
Марински балет је матична компанија Ваганова академије балета, водећи међународни балетске школе.

## Балетске титуле
- Примабалерина асолута - (највише звање за интерпретаторку класичног балета, додељено неколико пута у историји балетске уметности)
- Примабалерина - (жене)
- Првак балета - (мушкарци)
- Солиста - балетски уметник који изводи прве и друге улоге у представама или солистичке деонице (нумере)
- Ансамбл (мушки и женски) - балетски играчи који играју заједничке сцене, без појединачних деоница[9]